# (400299) 2007 TN126
(400299) 2007 TN126 es un asteroide perteneciente al cinturón de asteroides, descubierto el 9 de septiembre de 2007 por el equipo del Mount Lemmon Survey desde el Observatorio del Monte Lemmon, Arizona, Estados Unidos.

## Designación y nombre
Designado provisionalmente como 2007 TN126.

## Características orbitales
2007 TN126 está situado a una distancia media del Sol de 2,319 ua, pudiendo alejarse hasta 2,897 ua y acercarse hasta 1,742 ua. Su excentricidad es 0,249 y la inclinación orbital 2,702 grados. Emplea 1290,50 días en completar una órbita alrededor del Sol.

## Características físicas
La magnitud absoluta de 2007 TN126 es 17,9.